# Chris Jennings

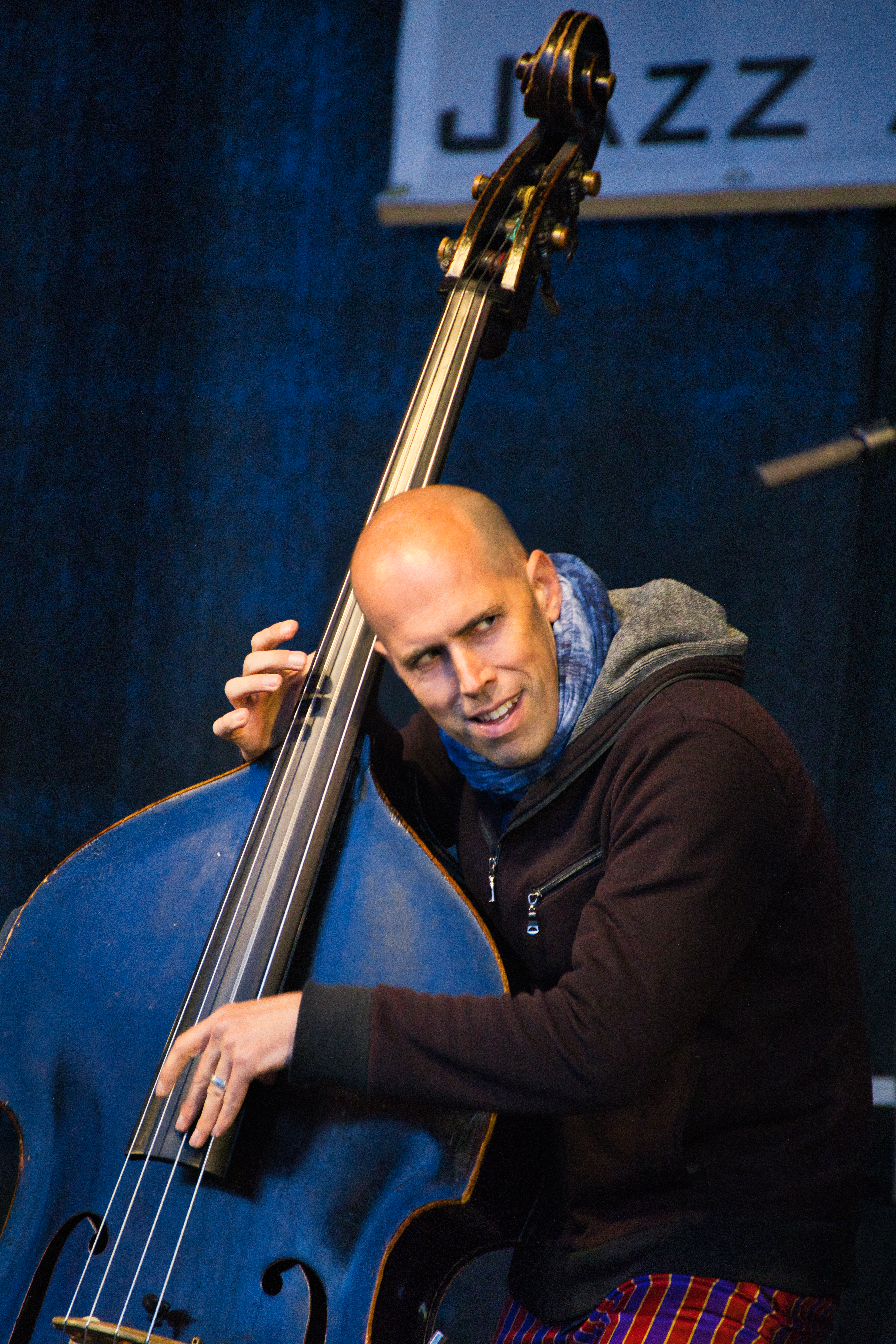
Chris Jennings auf dem INNtöne Jazzfestival 2021

Chris Jennings (* 12. August 1978 in Calgary) ist ein kanadischer Jazzmusiker (Kontrabass, Komposition, Arrangement).

## Leben und Wirken
Jennings erhielt früh klassischen Klavier- und Gitarrenunterricht, bevor er zum E-Bass und dann zum Kontrabass wechselte. Bereits als Jugendlicher hatte er in Calgary nicht nur die Möglichkeit, mit lokalen Musikern aufzutreten, sondern begleitete gelegentlich auch Musiker wie Sheila Jordan, Edgar Meyer oder Hugh Fraser. 1996 nahm er am Jazz-Workshop des Banff Centre for the Arts unter der Leitung von Kenny Wheeler teil.

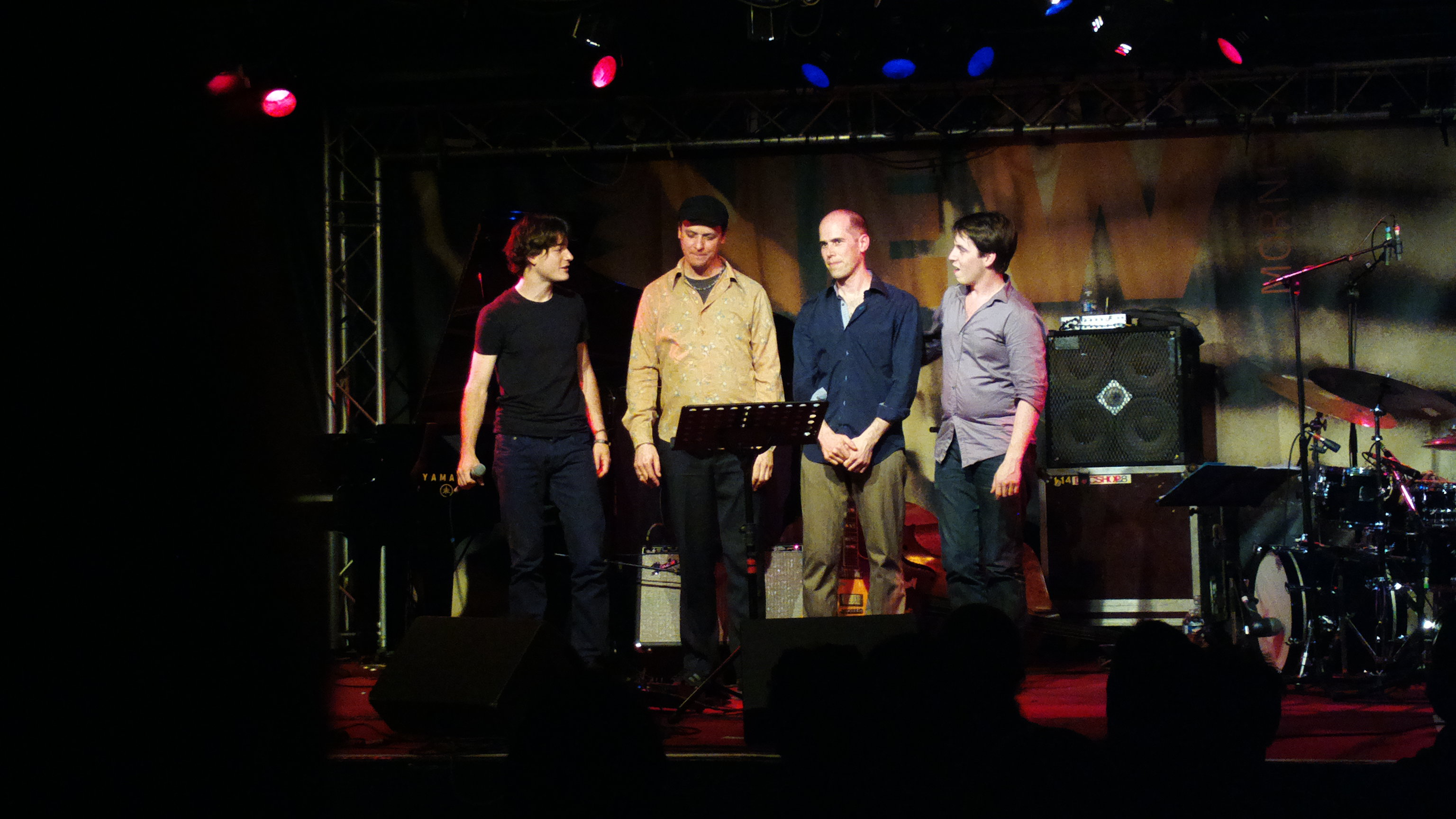
Chris Jennings (2. von rechts) mit (von links) Thomas Enhco, Kurt Rosenwinkel, Nicolas Charlier bei einem Konzert im New Morning, Paris (2013)

1996 zog er nach Toronto; er absolvierte den Bachelor-Studiengang in Musik-Performance der University of Toronto. Während des Studiums begann er zu komponieren und seine eigene Musik aufzuführen, arbeitete aber auch mit lokalen Künstlern. 2002 zog er nach Europa, wo er am Koninklijk Conservatorium Den Haag den Masterstudiengang durchlief und sich in Paris niederließ; mit dem Gitarristen Pierre Perchaud bildete er bald ein Duo. Seit 2007 fungiert er in unterschiedlichen Projekten als Begleiter von Nguyên Lê, mit dem er auch international auf Tournee war. Von 2009 bis 2012 gehörte er zum Quartett von Dhafer Youssef, mit dem er ab 2017 wieder tourte. Seit 2015 war er Mitglied im Trio von Joachim Kühn (Beauty & Truth, Love & Peace), in dem er auch mit Gary Husband, Enrico Rava und mit Rolf Kühn (dokumentiert in dem Film Brüder Kühn – Zwei Musiker spielen sich frei) aufgetreten ist. Zudem gehörte er zu den Bands von Grégory Privat und Céline Bonacina.
Jennings leitete neben seinem Quartett und einem Gitarrentrio ein Drum’n Koto Trio und ein String Quintet. Weiterhin spielt er im kollaborativen Triple Horizon Guitar Trio mit Florian Zenker und Arie den Boer. Daneben trat er in Solokonzerten auf. Außerdem ist er auf Alben von Silke Eberhard,  Thomas Enhco, Lee Konitz/Giovanni Ceccarelli, El Gusto Chaabi Orchestra, Titi Robin und Marko Črnčec zu hören.

## Diskographische Hinweise
- Chris Jennings Drum’n Koto (Promise Land 2013, mit Mieko Miyazaki, Patrick Goraguer, sowie Nguyên Lê & Kudsi Ergüner)
- Hammar/Jennings Group (featuring Ingrid Jensen) Land (Skip Records 2012)
- Chris Jennings Quartet (feat. Manu Codjia, Pierre Perchaud, Patrick Goraguer) (Promise Land Records 2011)
- Chris Jennings String Quintet Works I (MusicJustMusic 2010)
- Chris Jennings Solo Double Bass Left Turn Signal (MusicJustMusic 2002)